# Seishun buta yarō
Seishun buta yarō (jap. 青春ブタ野郎) – seria light novel napisana przez Hajime Kamoshidę i zilustrowana przez Kējiego Mizoguchiego, publikowana nakładem wydawnictwa ASCII Media Works pod imprintem Dengeki Bunko od kwietnia 2014 do października 2024. 
Adaptacja w formie mangi z ilustracjami autorstwa Tsugumi Nanamiyi ukazuje się na łamach magazynu „Dengeki G’s Comic” wydawnictwa ASCII Media Works od grudnia 2015. 
Na podstawie pierwszych pięciu tomów powieści studio CloverWorks wyprodukowało serial anime, który emitowany był od października do grudnia 2018. Premiera drugiego sezonu odbyła się w lipcu 2025.

## Fabuła
Życie Sakuty Azusagawy przybiera nieoczekiwany obrót, gdy spotyka on nastoletnią aktorkę Mai Sakurajimę, która chodzi po bibliotece ubrana w strój króliczka i niezauważana przez nikogo innego. Mai jest zaintrygowana tym, że Sakuta jest jedyną osobą, która ją widzi, ponieważ inni ludzie nie są w stanie jej dostrzec, nawet gdy ubiera się normalnie lub stara się trzymać z dala od życia celebrytki. Nazywając to zjawisko „syndromem dorastania”, Sakuta postanawia rozwiązać tę zagadkę, jednocześnie zbliżając się do Mai i poznając inne dziewczyny, które również cierpią na ten syndrom.

## Bohaterowie
- Sakuta Azusagawa (jap. 梓川 咲太 Azusagawa Sakuta)

Seiyū: Kaito Ishikawa 
- Mai Sakurajima (jap. 桜島 麻衣 Sakurajima Mai)

Seiyū: Asami Seto 
- Tomoe Koga (jap. 古賀 朋絵 Koga Tomoe)

Seiyū: Nao Tōyama 
- Rio Futaba (jap. 双葉 理央 Futaba Rio)

Seiyū: Atsumi Tanezaki 
- Nodoka Toyohama (jap. 豊浜 のどか Toyohama Nodoka)

Seiyū: Maaya Uchida 
- Kaede Azusagawa (jap. 梓川 かえで Azusagawa Kaede)

Seiyū: Yurika Kubo 
- Shoko Makinohara (jap. 牧之原 翔子 Makinohara Shōko)

Seiyū: Inori Minase 
- Yūma Kunimi (jap. 国見 佑真 Kunimi Yūma)

Seiyū: Yuma Uchida 
- Saki Kamisato (jap. 上里 沙希 Kamisato Saki)

Seiyū: Himika Akaneya 
- Fumika Nanjō (jap. 南条 文香 Nanjō Fumika)

Seiyū: Satomi Satō 

## Light novel
Seria ukazywała się nakładem wydawnictwa ASCII Media Works pod imprintem Dengeki Bunko od 10 kwietnia 2014 do 10 października 2024. Łącznie wydano 15 tomów.
| Nr | Data wydania (język japoński) | ISBN (język japoński)  |
| -- | ----------------------------- | ---------------------- |
| 1  | 10 kwietnia 2014              | ISBN 978-4-04-866487-5 |
| 2  | 9 września 2014               | ISBN 978-4-04-866808-8 |
| 3  | 10 stycznia 2015              | ISBN 978-4-04-869173-4 |
| 4  | 9 maja 2015                   | ISBN 978-4-04-865135-6 |
| 5  | 10 września 2015              | ISBN 978-4-04-865394-7 |
| 6  | 10 czerwca 2016               | ISBN 978-4-04-865891-1 |
| 7  | 8 października 2016           | ISBN 978-4-04-892281-4 |
| 8  | 10 kwietnia 2018              | ISBN 978-4-04-893585-2 |
| 9  | 10 października 2018          | ISBN 978-4-04-912017-2 |
| 10 | 7 lutego 2020                 | ISBN 978-4-04-912850-5 |
| 11 | 10 grudnia 2020               | ISBN 978-4-04-912902-1 |
| 12 | 9 grudnia 2022                | ISBN 978-4-04-913936-5 |
| 13 | 7 lipca 2023                  | ISBN 978-4-04-914867-1 |
| 14 | 9 sierpnia 2024               | ISBN 978-4-04-915131-2 |
| 15 | 10 października 2024          | ISBN 978-4-04-915132-9 |

## Manga
Adaptacja w formie mangi autorstwa Tsugumi Nanamiyi ukazuje się w magazynie „Dengeki G’s Comic” wydawnictwa ASCII Media Works od 1 grudnia 2015.

### Seishun buta yarō wa Bunny Girl senpai no yume o minai
| Nr | Data wydania (język japoński) | ISBN (język japoński)  |
| -- | ----------------------------- | ---------------------- |
| 1  | 8 października 2016           | ISBN 978-4-04-892480-1 |
| 2  | 10 października 2018          | ISBN 978-4-04-912068-4 |

### Seishun buta yarō wa Petit Devil kōhai no yume o minai
| Nr | Data wydania (język japoński) | ISBN (język japoński)  |
| -- | ----------------------------- | ---------------------- |
| 1  | 10 października 2018          | ISBN 978-4-04-912070-7 |
| 2  | 10 grudnia 2018               | ISBN 978-4-04-912258-9 |

### Seishun buta yarō wa Logical Witch no yume o minai
| Nr | Data wydania (język japoński) | ISBN (język japoński)  |
| -- | ----------------------------- | ---------------------- |
| 1  | 26 grudnia 2020               | ISBN 978-4-04-913570-1 |
| 2  | 27 lipca 2022                 | ISBN 978-4-04-913894-8 |

### Seishun buta yarō wa orusuban imōto no yume o minai
| Nr | Data wydania (język japoński) | ISBN (język japoński)  |
| -- | ----------------------------- | ---------------------- |
| 1  | 10 listopada 2023             | ISBN 978-4-04-915373-6 |
| 2  | 9 sierpnia 2024               | ISBN 978-4-04-915951-6 |

### Seishun buta yarō wa hatsukoi shōjo no yume o minai
| Nr | Data wydania (język japoński) | ISBN (język japoński)  |
| -- | ----------------------------- | ---------------------- |
| 1  | 10 października 2023          | ISBN 978-4-04-915372-9 |
| 2  | 8 marca 2024                  | ISBN 978-4-04-915640-9 |
| 3  | 10 października 2024          | ISBN 978-4-04-915961-5 |

### Seishun buta yarō wa shisukon aidoru no yume o minai
| Nr | Data wydania (język japoński) | ISBN (język japoński)  |
| -- | ----------------------------- | ---------------------- |
| 1  | 10 czerwca 2025               | ISBN 978-4-04-916578-4 |

## Anime
Adaptacja w formie telewizyjnego serialu anime była emitowana od 4 października do 27 grudnia 2018 na antenie ABC i innych stacjach. 12-odcinkowa seria została zanimowana przez studio CloverWorks i wyreżyserowana przez Sōichiego Masuia, wraz Kazuyą Iwatą jako asystentem reżysera. Scenariusz napisał Masahiro Yokotani, postacie zaprojektowała Satomi Tamura, natomiast muzykę skomponował zespół Fox Capture Plan. Satomi Tamura pełniła również rolę głównego reżysera animacji wraz z Akirą Takatą. Anime adaptuje pierwsze 5 tomów powieści. Motywem otwierającym jest „Kimi no sei” (jap. 君のせい) autorstwa The Peggies, końcowym zaś „Fukashigi no karte” (jap. 不可思議のカルテ) w wykonaniu Asami Seto, Yuriki Kubo, Nao Tōyamy, Atsumi Tanezaki, Maayi Uchidy i Inori Minase.
Film anime, zatytułowany Seishun buta yarō wa yumemiru shōjo no yume o minai (jap. 青春ブタ野郎はゆめみる少女の夢を見ない), miał premierę 15 czerwca 2019. Film adaptuje 6 oraz 7 tom powieści.
Podczas wydarzenia Aniplex Online Fest we wrześniu 2022 ogłoszono, że trwają prace na sequelem adaptującym 8 i 9 tom powieści. Później poinformowano, że będą to dwa filmy. Pierwszy z nich, zatytułowany Seishun buta yarō wa odekake Sister no yume o minai (jap. 青春ブタ野郎はおでかけシスターの夢を見ない), jest adaptacją 8 tomu i został wydany 23 czerwca 2023. Drugi, zatytułowany Seishun buta yarō wa Ransel Girl no yume o minai (jap. 青春ブタ野郎はランドセルガールの夢を見ない), adaptuje 9 tom powieści, natomiast jego premiera odbyła się 1 grudnia tego samego roku.
4 grudnia 2023 zapowiedziano powstanie kontynuacji adaptującej tomy od 10 wzwyż. Później ujawniono, że będzie to serial telewizyjny zatytułowany Seishun buta yarō Santa Claus no yume o minai. Premiera odbyła się 5 lipca 2025. Motyw otwierający, zatytułowany „Snowdrop”, wykonuje Conton Candy, natomiast motyw końcowy, „Suiheisen wa boku no furukizu” (jap. 水平線は僕の古傷), został zaśpiewany przez Sorę Amamiyę, Ayę Yamane, Konomi Koharę i Reinę Uedę.

### Lista odcinków
| №  | Tytuł                                                                   | Reżyseria           | Premiera             |
| -- | ----------------------------------------------------------------------- | ------------------- | -------------------- |
| 1  | Senpai wa banī gāru (先輩はバニーガール)                                | Kazuya Iwata        | 4 października 2018  |
| 2  | Hatsu dēto ni haran wa tsukimono (初デートに波乱は付き物)               | Kazuki Horiguchi    | 11 października 2018 |
| 3  | Kimi dake ga inai sekai (君だけがいない世界)                            | Masahiro Shinohara  | 18 października 2018 |
| 4  | Buta yarō ni wa ashita ga nai (ブタ野郎には明日がない)                  | Shōhei Yamanaka     | 25 października 2018 |
| 5  | Arittake no uso o kimi ni (ありったけの嘘を君に)                        | Norihito Takahashi  | 1 listopada 2018     |
| 6  | Kimi ga eranda kono sekai (君が選んだこの世界)                          | Kazuya Iwata        | 8 listopada 2018     |
| 7  | Seishun wa paradokkusu (青春はパラドックス)                             | Ryūta Ono           | 15 listopada 2018    |
| 8  | Ōame no yoru ni subete o nagashite (大雨の夜にすべてを流して)           | Shōhei Yamanaka     | 22 listopada 2018    |
| 9  | Shisutā panikku (シスターパニック)                                      | Daisuke Tsukushi    | 29 listopada 2018    |
| 10 | Konpurekkusu konguratchurēshon (コンプレックスこんぐらっちゅれーしょん) | Norihito Takahashi  | 6 grudnia 2018       |
| 11 | Kaede kuesuto (かえでクエスト)                                          | Kazuki Horiguchi    | 13 grudnia 2018      |
| 12 | Samenai yume no tsuzuki o ikiteiru (覚めない夢の続きを生きている)       | Kazuya Iwata        | 20 grudnia 2018      |
| 13 | Akenai yoru no yoake (明けない夜の夜明け)                               | Hidetoshi Takahashi | 27 grudnia 2018      |